# Metz 10 HP

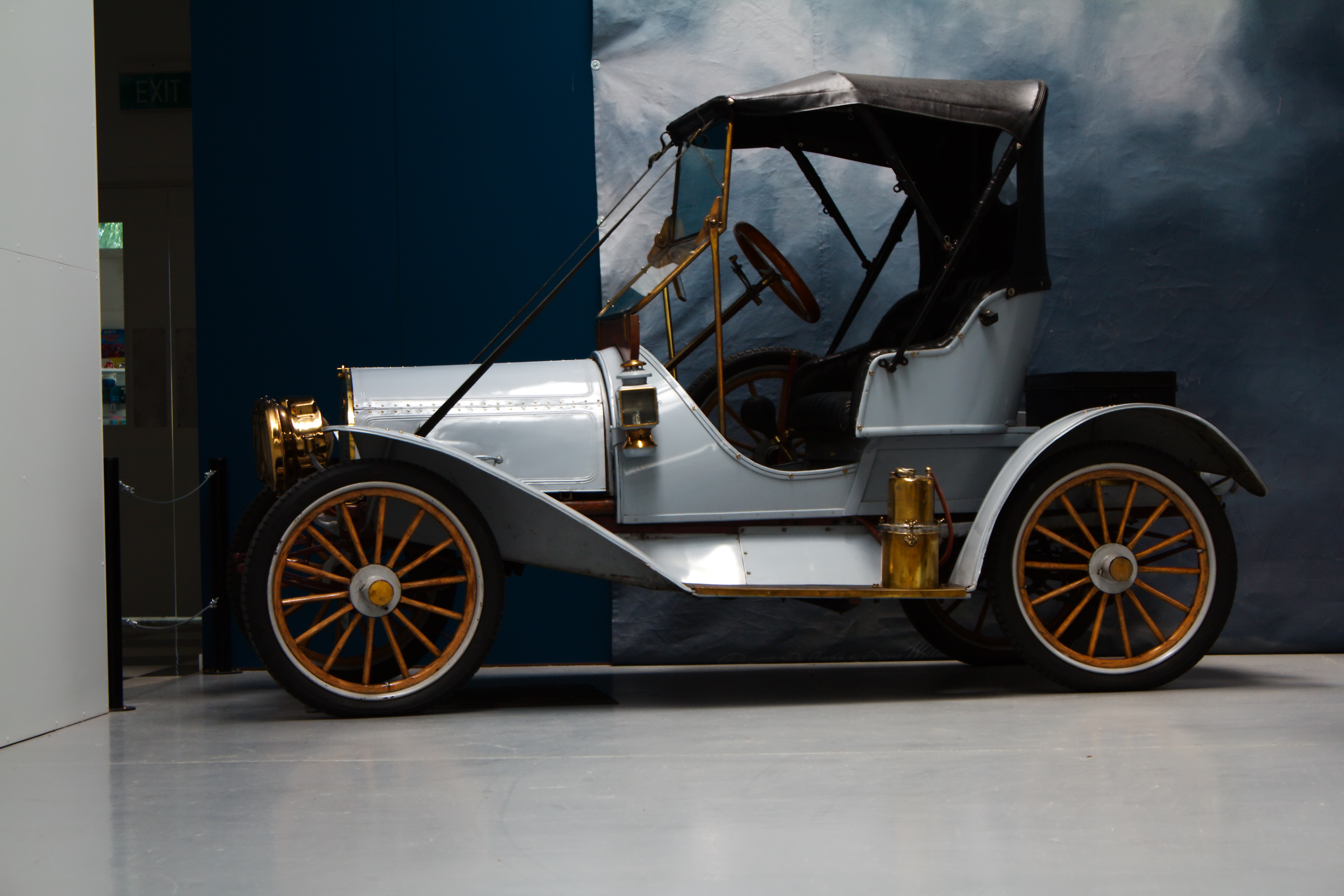
Seitenansicht

Metz 10 HP ist ein Personenkraftwagen. Hersteller war die Metz Company aus den USA.

## Beschreibung
Die Waltham Manufacturing Company geriet 1908 in finanzielle Schwierigkeiten. Charles Herman Metz übernahm im Sommer 1908 die Leitung. Er fand viele Teile vor. Er beschloss, zunächst auf die Fertigstellung von Komplettfahrzeugen zu verzichten, um Arbeitszeit zu sparen. Stattdessen wurden 14 Pakete mit Teilen zusammengestellt, die der Interessant nach und nach beziehen konnte und sich auf diese Weise sein Automobil selber montierte. Diese Aktion war ein großer Erfolg.
Dieses Modell stand nur 1909 im Sortiment. Absatzzahlen der Marke Metz liegen nur ab 1909 vor. Daraus ist abzuleiten, dass 1908 keiner der Bausätze fertiggestellt wurde. Ab 1909 hieß das Unternehmen dann Metz Company.
Das Fahrzeug hat einen Zweizylindermotor. Jeweils 3,25 Zoll (82,55 mm) Bohrung und Hub ergeben 884 cm³ Hubraum und 10 PS. Der Motor ist vorn im Fahrgestell eingebaut und treibt die Hinterachse an.
Das Fahrgestell hat je nach Quelle 2032 mm oder 2057 mm Radstand. Die einzige angebotene Karosseriebauform war ein zweisitziger Runabout. Das Leergewicht war mit 204 kg angegeben.
Der Neupreis betrug 25 US-Dollar für jedes der 14 Pakete, in der Summe 350 Dollar. Zum Vergleich: Ein größerer und stärkerer Ford Modell T kostete in dem Jahr 825 Dollar als Zweisitzer.
Für 1909 sind je nach Quelle 1816 oder 500 Fahrzeuge überliefert. Bereits 1910 kam der Nachfolger Metz 12 HP auf den Markt.